# Dichopetala durangensis
Dichopetala durangensis är en insektsart som beskrevs av Rehn, J.A.G. och Morgan Hebard 1914. Dichopetala durangensis ingår i släktet Dichopetala och familjen vårtbitare. Inga underarter finns listade i Catalogue of Life.